# Nová Ves (Domažlice)
Nová Ves é uma comuna checa localizada na região de Plzeň, distrito de Domažlice.